# Yassin Gueroui
Yassin Gueroui (20 november 1989) is een Belgische voetballer die als verdediger uitkomt voor Koninklijke Sporting Hasselt.

## Statistieken
| seizoen | club            | competitie             | wed | goals |
| ------- | --------------- | ---------------------- | --- | ----- |
| 2012/13 | Patro Eisden    | Derde klasse           | 32  | 3     |
| 2013/14 | Patro Eisden    | Derde klasse           | 31  | 6     |
| 2014/15 | Lommel United   | Tweede klasse          | 37  | 5     |
| 2015/16 | Lommel United   | Tweede klasse          | 32  | 3     |
| 2016/17 | Lommel United   | Eerste klasse B        | 33  | 0     |
| 2017/18 | Lommel United   | Eerste klasse amateurs | 35  | 3     |
| 2018/19 | Mouloudia Oujda | Botola Pro             | 0   | 0     |
| 2018/19 | Patro Eisden    | Tweede klasse amateurs | 30  | 1     |
| 2019/20 | KSK Hasselt     | Tweede klasse amateurs | 11  | 1     |
| 2020/21 | Patro Eisden    | Eerste klasse amateurs | 0   | 0     |
|         |                 | Totaal                 | 241 | 22    |